# سيزار رويز
سيزار رويز (بالإسبانية: César Ruiz Sánchez)‏ (10 يناير 1990 بليما في بيرو - ) هو مدرب كرة قدم ولاعب كرة قدم بيروفي في مركز الوسط. شارك مع منتخب بيرو تحت 17 سنة لكرة القدم. أما مع النوادي، فقد لعب مع سبورت وانكايو ونادي سبورتينغ كريستال وHijos de Acosvinchos ‏ وكورونل بولوجنسي وLeón de Huánuco ‏ وسبورت بويز.

## وصلات خارجية
- سيزار رويز على موقع الاتحاد الدولي (مؤرشف)  (الإنجليزية)
- سيزار رويز على موقع قاعدة بيانات كرة القدم.إي يو (الإنجليزية)
- سيزار رويز على موقع Soccerway.com (الإنجليزية)